# Chromon
Chromon ist eine zu den Benzopyronen gehörende chemische Verbindung, bei der ein Benzolring (Aromat) theoretisch mit 4-Pyron (einem sauerstoffhaltigen Heterocyclus) kondensiert ist (daher auch Benzo-γ-pyron).
Es handelt sich dabei um ein Derivat des 4H-Chromens (4-Benzopyrans), das in Position 4 statt der zwei Wasserstoffatome eine Ketogruppe aufweist.

## Isomerie
Chromon ist konstitutionsisomer mit Cumarin.

## Derivate
Derivate des Chromons (Stoffgruppe: Chromone) werden meist aus Phenolen und β-Ketosäureestern durch Erhitzen mit Phosphorpentoxid dargestellt.
Zu den in der Natur, zum Beispiel in Rauten vorkommenden Derivaten gehören die Flavone und Isoflavone (gelbe Pflanzenfarbstoffe) sowie Khellinin (herzwirksames Glycosid) und das verwandte hochtoxische Khellin.
Künstlich hergestellte Chromone sind die antiallergischen Arzneistoffe Cromoglicinsäure und Nedocromil (in der Pharmakologie: Cromone).